# ドットジェイピー (NPO)
ドットジェイピーは、日本のNPO法人。
全国に34支部があり、大学生スタッフ約500人が中心となって、学生を対象とした議員事務所、大使館やNPO機関を中心としたソーシャルインターンシッププログラムの提供を行う。

## 団体概要
1998年2月14日創業、法人設立は2000年11月22日。
北海道・宮城・山形・福島・新潟・石川・福井・栃木・茨城・東京・神奈川・静岡・愛知・三重・大阪・京都・岡山・広島・香川・北九州・福岡・長崎・熊本・宮崎・大分・鹿児島・沖縄の27の都道府県と地域で、合計34支部約500人の学生スタッフがいる。
- 理事長 佐藤大吾
- 理事 水谷正美（三重県議・元日本IBM、1994年-1999年民主党・岡田克也議員秘書）
- 理事 村崎浩史（長崎県大村市議・元ベネッセコーポレーション。1998年にドットジェイピーより民主党・福山哲郎議員のもとでインターン）。

## 組織体系
インターンシップ事業
北海道エリア、宮城エリア、山形エリア、福島エリア、栃木エリア、茨城エリア、東京エリア、神奈川エリア、愛知エリア、三重エリア、新潟エリア、福井エリア、関西エリア、岡山エリア、広島エリア、香川エリア、福岡エリア、大分エリア、長崎エリア、熊本エリア、宮崎エリア、鹿児島エリア

## 主な活動
インターンシップ事業
議員・首長・その他（省庁、自治体、大使館、NPOなど）にインターン生の受け入れを依頼、学生にインターンシッププログラムを体験する機会を提供する。この事業について、議員（国会議員・地方議員など）に受け入れを依頼するものは「議員インターンシップ」、NPO法人へ受け入れを依頼するものは「NPO・NGOインターンシップ」、大使館などに受け入れを依頼するものは「大使館・国際機関（グローバル）インターンシップ」という名称で知られている。同団体ではこれらのインターンシップを総称して「ソーシャルインターンシップ」と呼称している。

政策コンテスト事業
日本の未来、地域の未来を創っていくことを目的に、「未来自治体」などのコンテストや地域活性化に関する諸フォーラムやセミナーの開催を行う。
社会貢献活動
「YES!PROJECT」や「マニフェスト大賞」など。

## 沿革
- 1996年3月 学生サークル「アウトポスト」設立
- 1998年2月 第1期議員インターンシップ開催
- 2000年11月 NPO法人設立認証を内閣府より受け、ドットジェイピー発足
- 2006年2月 Yahoo! JAPANと業務提携、新規事業としてyahoo!みんなの政治の立ち上げサポート及び情報提供を開始
- 2009年7月 楽天「LOVE JAPAN」への情報提供開始
- 2010年8月 議員インターンシップ参加者累計が10,000人を突破
- 2010年10月 日本発の国家デザインコンテスト-第1回「未来国会2010」を開催
- 2012年4月 「未来流山市（トライアル）」を実施
- 2012年4月 大使館や海外公的機関でのグローバルインターンシップを開始
- 2013年2月 設立15周年を迎える
- 2014年2月 国内初の政治に特化した購入型クラウドファンディングサービスを開始
- 2015年3月 第1回「未来自治体全国大会2015」を開催
- 2015年8月 議員インターンシップ参加者累計が20,000人を突破
- 2016年6月 「政治資金情報サイト RapportJapan(ラポール・ジャパン)」を公開
- 2016年10月 選挙権年齢の引き下げに伴い、「高校生対象議員インターンシッププログラムU-18」を開始
- 2018年2月 設立20周年を迎える
- 2018年3月 累計議員インターンシップ参加学生数が25,000人を突破
- 2019年2月 国内初の地方議員むけネット献金のサービスを開始
- 2019年9月 国家デザインコンテスト-第10回「未来国会2019」を開催
- 2019年10月 累計議員インターンシップ参加学生数が30,000人を突破
- 2020年6月  NPO法人ドットジェイピーが主催（協力：選挙ドットコムちゃんねる）の学生団体と小池都知事の討論会「SOCIAL DISTANCE ～でも、若者と都政の距離は縮めたい～」を開催
- 2020年9月 「未来国会2020」をオンラインで開催（配信協力：選挙ドットコムちゃんねる）
- 2021年2月インターンシップ参加学生が累計35000人を突破。
- 2022年2月インターンシップ参加学生が累計40000人を突破。
- 2023年2月 設立25周年を迎える
- 2024年9月インターンシップ参加学生が累計45000人を突破。

## 主な受け入れ議員

### 国会議員
- 逢沢一郎（自由民主党・衆議院）
- 泉健太（立憲民主党・衆議院）
- 石原宏高（自由民主党・衆議院）
- 伊藤孝恵（国民民主党・衆議院）
- 稲田朋美（自由民主党・衆議院）
- 浦野靖人（日本維新の会・衆議院）
- 遠藤敬（日本維新の会・衆議院）
- 逢坂誠二（立憲民主党・衆議院）
- 小川淳也（無所属・衆議院）
- 鬼木誠（自由民主党・衆議院）
- 城井崇（立憲民主党・衆議院）
- 木原誠二（自由民主党・衆議院）
- 串田誠一（日本維新の会・衆議院）
- 末松義規（立憲民主党・衆議院）
- 平将明（自由民主党・衆議院）
- 玉木雄一郎（国民民主党・衆議院）
- 辻清人（自由民主党・衆議院）
- 辻元清美（立憲民主党・参議院）
- 手塚仁雄（立憲民主党・衆議院）
- 長島昭久（自由民主党・衆議院）
- 中谷一馬（立憲民主党・衆議院）
- 林芳正（自由民主党・参議院）
- 福山哲郎（立憲民主党・参議院）
- 牧山弘恵（立憲民主党・参議院）
- 牧義夫（立憲民主党・衆議院）
- 松山政司（自由民主党・参議院）
- 宮路拓馬（自由民主党・衆議院）
- 森本真治（立憲民主党・衆議院）
- 柚木道義（立憲民主党・衆議院）
- 吉川有美（自由民主党・参議院）
- 稲富修二（立憲民主党・衆議院）
- 岩田和親（自由民主党・衆議院）
- 鬼木誠（自由民主党・衆議院）

### 地方自治体議員
- 桂陸子（茨木市議会議員）[1]
- 増田京子（箕面市議会議員）[1]
- 酒井一（尼崎市議会議員）[1]
- 村崎浩史（大村市議会議員）

## 主な受け入れNPO団体
認定特定非営利活動法人 レスキューストックヤード
特定非営利活動法人 こどもNPO

## 参考資料
- 50期活動報告書
- 51期活動報告書
- 52期活動報告書